# الصريب (الرجم)

تعديل مصدري - تعديل

الصريب هي إحدى قرى عزلة بني الغذيفي بمديرية الرجم التابعة لمحافظة المحويت، بلغ تعداد سكانها 582 نسمة حسب تعداد اليمن لعام 2004.